# Fresnillo de las Dueñas
Fresnillo de las Dueñas là một đô thị trong tỉnh Burgos, Castile và León, Tây Ban Nha. Theo điều tra dân số 2004 (INE), đô thị này có dân số là 349 người.